# Budynek przy ulicy Józefa Piłsudskiego 28 w Łukowie
Budynek przy ulicy Józefa Piłsudskiego 28 – zabytkowy budynek w Łukowie, zlokalizowany na rogu ul. Józefa Piłsudskiego i Al. Tadeusza Kościuszki. Aktualnie jest siedzibą Prokuratury Rejonowej w Łukowie. Stanowi przykład domu zamożnego urzędnika państwowego, wzniesionego na obrzeżach ówczesnego Łukowa.

## Historia

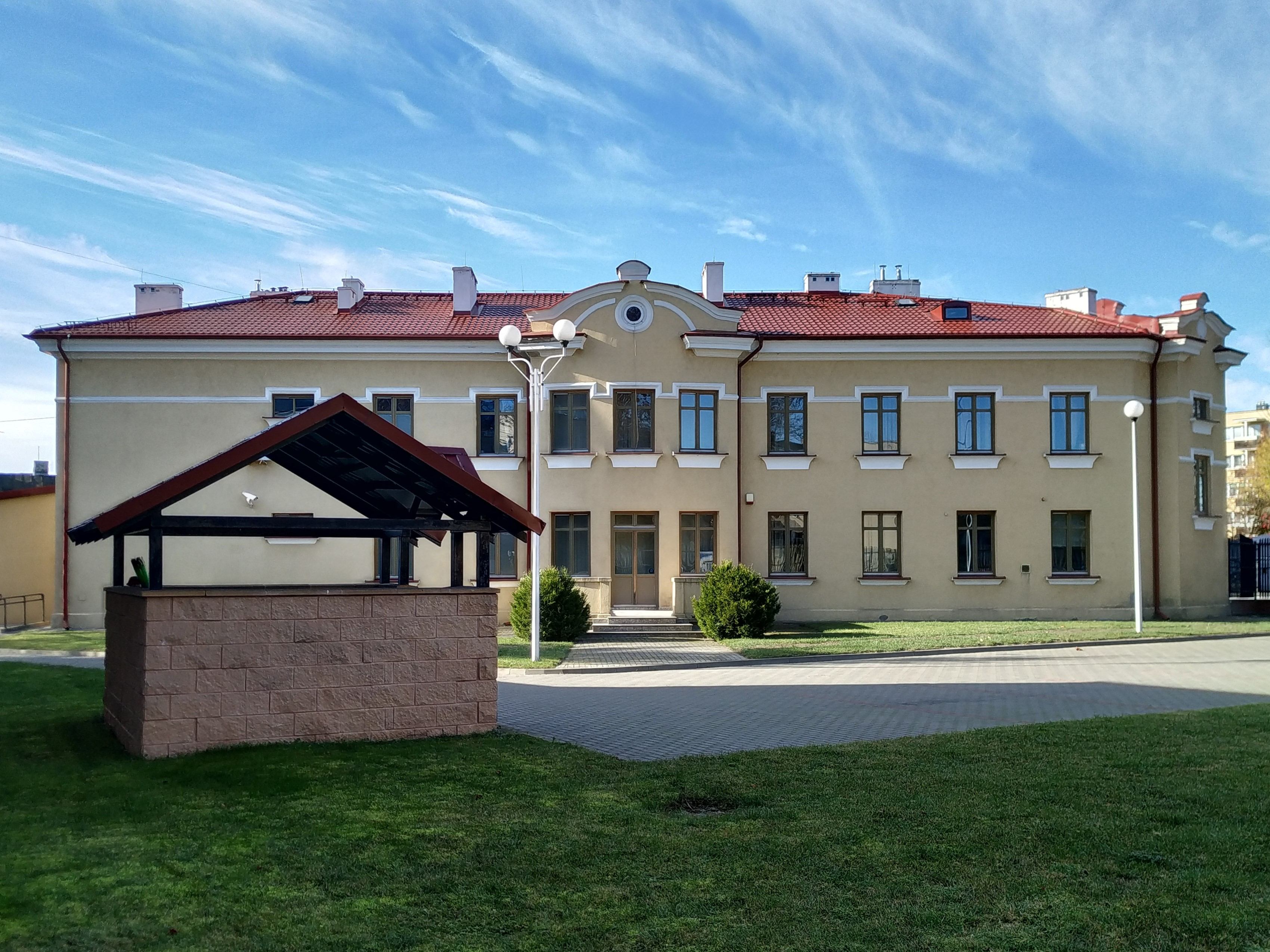
Widok od strony wschodniej

Wzniesiony w latach 1932–1933, w oparciu o plany wykonane w 1931 r. Inwestorem było małżeństwo – Jadwiga i Leon Nowaccy, prace budowlane nadzorował inż. Rackiewicz, architekt jest nieznany. Budynek został zaprojektowany jako dom mieszkalny, z częścią przeznaczoną na kancelarię notarialną właściciela oraz z pomieszczeniami na wynajem. W głębi, za budynkiem, znajdował się ogród z sadzawką.
W trakcie II wojny światowej hitlerowcy usunęli właścicieli z budynku i urządzili w nim dom żołnierski i kantynę. Po wyparciu okupantów niemieckich, obiekt początkowo był użytkowany przez wojsko, następnie znajdowała się w tym miejscu siedziba Powiatowego Urzędu Bezpieczeństwa Publicznego i Milicji Obywatelskiej; w części budynku działał też lokal handlowy. W 1952 r. dom otrzymał w spadku syn Leona Nowackiego, Witold. W kolejnych latach pomieszczenia wynajmowano, m.in. na przychodnię lekarską, lokal PZPR, siedzibę miejskich władz oświatowych, bibliotekę, przedszkole. W 1979 r. nieruchomość zakupił Skarb Państwa. W 1981 r. wykonano generalny remont na potrzeby przeniesionej w to miejsce szkoły specjalnej.
W 2006 r. szkoła specjalna została przeniesiona do nowej siedziby. W 2008 r. Rada Powiatu (ówczesnym właścicielem obiektu było Starostwo Powiatowe w Łukowie) podjęła decyzję o sprzedaży nieruchomości Prokuraturze Okręgowej w Lublinie. W 2010 r. rozpoczęto kolejny generalny remont budynku, a w grudniu 2011 r. otwarto nową siedzibę łukowskiej Prokuratury Rejonowej.
W 2019 r. na frontowej ścianie budynku odsłonięto tablicę upamiętniającą kpt. Stefana Lemieszka ps. „Narbutt”, „Alf” (1915–1946), komendanta Zrzeszenia „WiN” Obwodu Łuków, a także oficerów i żołnierzy Armii Krajowej i Zrzeszenia „WiN” Obwodu Łuków, zamęczonych i zamordowanych przez funkcjonariuszy NKWD i Urzędu Bezpieczeństwa w Łukowie.